# 小行星2003
小行星2003（2003 Harding）是一颗围绕太阳公转的小行星。1960年9月24日，C. J. 万·豪敦、I. 万·豪敦-格勒内费尔德、T. 赫雷爾斯在帕洛马山发现了此天体。
該小行星以德國天文學家卡爾·路德維希·哈丁命名。
这颗小行星的绝对星等为71.02065271522108等。